# Diocese de Forlì-Bertinoro
A Diocese de Forlì-Bertinoro (latim: Dioecesis Foroliviensis-Brittinoriensis) é uma diocese latina da Igreja Católica Romana na Itália. Até 1986 era conhecida como Diocese de Forlì, existindo talvez desde o século IV. Naquele ano a Diocese de Bertinoro foi unida a ela. A diocese é sufragânea da Arquidiocese de Ravenna-Cervia.

## Território
A Diocese inclui as Cidades de Forlì e Bertinoro. Ela é composta de 128 paróquias, dividas em 10 vicariados. Em 2016, ela contava 178 mil batizados numa população de 189 mil habitantes.

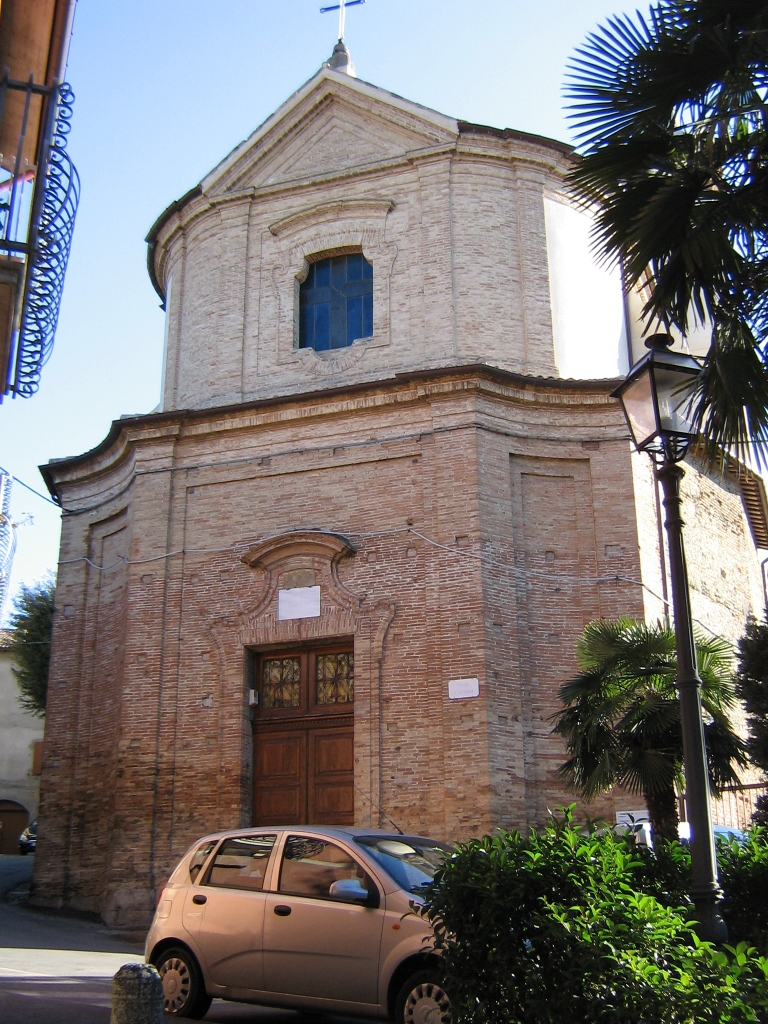
A Igreja do Seminário de Bertinoro.

## Bispos
Bispos do século XX:
- Raimondo Jaffei † (18 de março 1895-22 de agosto 1932)
- Giuseppe Rolla † (25 de novembro 1932-2 de agosto 1950)
- Paolo Babini † (21 de outubro 1950-9 de junho 1976)
- Giovanni Proni † (9 de junho 1976 sucedido -9 de abril 1988)
- Vincenzo Zarri (9 de abril 1988-12 de novembro 2005)
- Lino Pizzi (12 de novembro 2005-23 de janeiro de 2018)
- Livio Corazza (desde, 23 de janeiro de 2018)